# Пинцина
Пинцина (слч. Pinciná) насељено је мјесто са административним статусом сеоске општине (слч. obec) у округу Лучењец, у Банскобистричком крају, Словачка Република.

## Становништво
| Година:    | 1994. | 2004.   | 2014.   | 2024.    |
| ---------- | ----- | ------- | ------- | -------- |
| Број људи: | 261   | 245     | 249     | 199      |
| Разлика:   |       | -6,13 % | +1,63 % | -20,08 % |

| Година:    | 2023. | 2024.   |
| ---------- | ----- | ------- |
| Број људи: | 197   | 199     |
| Разлика:   |       | +1,01 % |

Према подацима о броју становника из 2011. године насеље је имало 248 становника.